# 神岡村
神岡村（かみおかむら）は、かつて兵庫県に存在していた村である。1951年に龍野町、揖保村、揖西村、誉田村との合併により龍野市となり消滅した。現在では、たつの市神岡町となっている。

## 沿革
江戸時代は林田藩（大住寺地区のみ龍野藩）の領地だった地域である。東に因幡街道と出雲街道の分岐点となる神岡追分、西に出雲街道の宿場町であった觜崎宿（揖保川を渡る「寝釈迦の渡し」）があり古くから交通の要衝であった。国鉄姫津線（現在のJR姫新線）が新宮まで延伸される際、新宮村・林田村・神岡村3村長連名で神岡追分を経由する因幡街道基準のルートで敷設するよう請願書を衆議院に提出したが、揖西郡に地盤を持つ田中武雄の影響で龍野町を経由するルートに決まり、神岡経由ルートは実現しなかった。
- 1889年（明治22年）4月1日 町村制施行に伴い揖東郡神岡村発足。
- 1896年（明治29年）4月1日 揖東郡、揖西郡が合併し揖保郡に。
- 1951年（昭和26年）4月1日 龍野町、揖保村、揖西村、誉田村との合併により龍野市となったため消滅。

## 交通

### 鉄道
- 日本国有鉄道
  - 姫新線：東觜崎駅

### 道路
- 国道29号
  - 神岡追分